# Bambuco

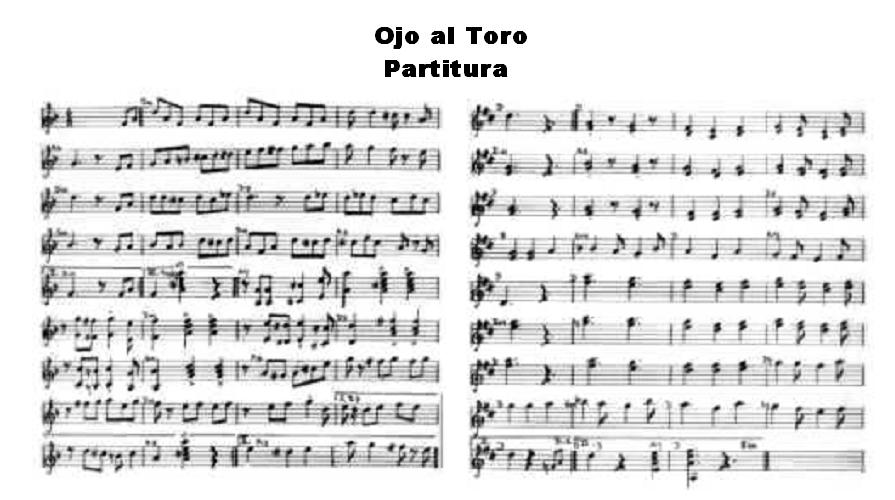
Partituur van de bambuco Ojo al toro van Cantalicio Rojas

Bambuco  is de officieuze nationale  muzieksoort van Colombia. De ritmische structuur lijkt op de Europese wals of polka. De ritmische accenten vallen op de eerste en derde tel. Bambuco kan gespeeld worden in driekwartsmaat of in zes-achtste.
Bambuco wordt meestal gespeeld door een trio, bestaande uit een gitaar, een twaalfsnarige gitaar en een bandola, een soort mandoline. Het ensemble kan worden uitgebreid met fluiten en allerlei slagwerk. Vaak wordt een bambuco trio begeleid  door een groep dansers. Er worden ook teksten bij de Bambuco gezongen, deze zijn dan vaak nostalgisch, poëtisch en sentimenteel. 
De muziek is waarschijnlijk van Afrikaanse oorsprong en heeft vaste voet gekregen in de Andes, maar heeft ook Spaanse en Indiaanse invloeden.  De ontwikkeling van deze muzieksoort kan in vier perioden worden onderverdeeld:
- Tot 1837, deze periode kenmerkt zich door anonieme composities
- Tussen 1837 en 1890 een periode van ontwikkeling, waarbij nieuwe niet-anonieme composities ontstonden.
- Van 1890 tot 1930 was een periode van grote bloei, waarin componisten van de bambuco, zeer in aanzien waren. De meeste van deze composities worden nog steeds gespeeld.
- Vanaf 1930 de contemporaine periode, met moderne componisten en vernieuwingen van de traditionele vormen.